# Malcolm Smith
Malcolm Xavier Smith (Woodland Hills, Californië, 5 juli 1989) is een Amerikaans voormalig Americanfootballspeler voor de Seattle Seahawks, de Oakland Raiders, de San Francisco 49ers, de Jacksonville Jaguars, de Dallas Cowboys en de Cleveland Browns in de National Football League. Smith speelde als linebacker en won eenmaal de Super Bowl.